# Provincia de Nan
Nan (en tailandés: น่าน) es una de las provincias (changwat) más septentrionales de Tailandia. Limita con las provincias de Uttaradit, Phrae y Phayao. Al norte y al este limita con la Xaignabouli de Laos.

## Geografía
La provincia está ubicada en el remoto valle del río Nan, rodeada de montañas cubiertas por bosques. La montaña más alta es la Phu Khe, en el noreste de la provincia, cerca del borde con Laos.

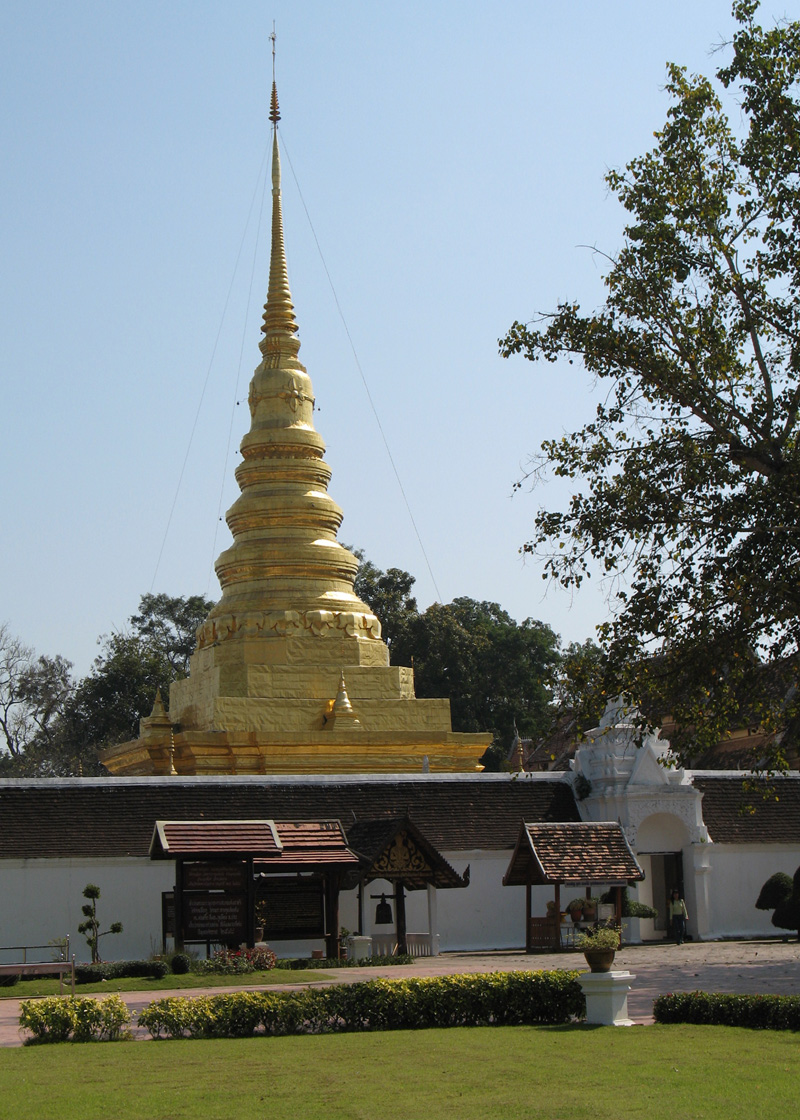
Phra That Chae Haeng, Provincia de Nan.

## Historia
Durante siglos Nan fue un reino independiente, pero, dado su ubicación remota, tuvo pocas relaciones con los otros reinos. El primer reino alrededor de la ciudad Mueang Pua (también conocida como Varanagara) fue creado a finales del siglo XIII. Sus gobernantes, la dinastía Phukha, estaban emparentados con los fundadores de Vientiane, sin embargo se asociaron con el reino de Sukhothai ya que era más fácil de acceder por el sur que por el este u oeste. En el siglo XIV la capital fue trasladada a su ubicación actual, en Nan.
En el siglo XV, cuando Sukhothai entró en decadencia, Nan se volvió un vasallo del reino de Lannathai. En 1443 el Rey Kaen Thao de Nan planeó una conspiración para capturar la provincia de Phayao. Le pidió al Rey Tilokaraj de Phayao que lo ayudara contra unas tropas vietnamitas que estaban supuestamente atacando Nan, pero estas no existían. Kaen Thao mató al rey Tilokaraj, sin embargo sus tropas atacaron Nan y la capturaron en 1449.
Cuando Lannathai entró en la soberanía Birmana, Nan trató de liberarse muchas veces, sin éxito, lo que condujo a que los Birmanos gobernaran Nan directamente en 1714. En 1788 el gobierno Birmano finalmente terminó, pero Nan tuvo que aceptar a los nuevos gobernantes de Siam. En 1893, después de la crisis de Paknam, Siam tuvo que dar gran parte del territorio este de Nan a la Indochina Francesa.
Nan mantuvo cierto grado de independencia de los gobernantes Siameses, y no fue hasta 1931 que se integró plenamente a Tailandia, y la provincia fue creada.
Hasta finales de los años 1980, la guerrilla impulsada por el Ejército Popular de Liberación de Tailandia era un gran problema en la provincia. Con la ayuda del ejército y con la estabilidad política creciente en el país la provincia mejoró considerablemente, pero sigue siendo un área muy rural y remota.

## Divisiones administrativas
La provincia está subdividida en 15 distritos (Amphoe). Estos a su vez están divididos en 99 subdistritos (tambon) y 848 aldeas (muban).
| 1. Mueang Nan 2. Mae Charim 3. Ban Luang 4. Na Noi 5. Pua 6. Tha Wang Pha 7. Wiang Sa 8. Thung Chang | 1. Chiang Klang 2. Na Muen 3. Santi Suk 4. Bo Kluea 5. Song Khwae 6. Phu Phiang 7. Chaloem Phra Kiat |